# Malad City
Malad City ist eine Kleinstadt im Süden von Idaho (Vereinigte Staaten von Amerika). Sie ist der Hauptort des Oneida County und hat 2.299 Einwohner (Stand: 2020).

## Geschichte
Malad wurde 1864 gegründet und ist seit 1866 Sitz des County.

## Wirtschaft und Infrastruktur
Malad City liegt an der Fernstraße Interstate 15, die in Nord-Süd-Richtung verläuft. In Ost-West-Richtung ist Malad über die State Highways 36 und 37 angebunden.
Der örtliche Flugplatz Oneida County Airport verfügt über eine 1500 Meter lange Landebahn.

## Persönlichkeiten
- John V. Evans (1925–2014), Politiker, Gouverneur von Idaho
- Ralph R. Harding (1929–2006), Politiker
- William J. Rutter (1928–2025), Biochemiker, Molekularbiologe